# VIVID HEART
『VIVID HEART』（ヴィヴィッド ハート）は、nangiの2枚目のミニアルバム。2007年12月5日発売。発売元はエピックレコードジャパン。

## 収録曲
1. VIVID
  - 作詞・作曲：nangi
2. できない  
  - 作詞・作曲：nangi
3. まだまだ 
  - 作詞・作曲：nangi
4. フェイクファー 
  - 作詞・作曲：nangi
5. 誰でもいい 
  - 作詞・作曲：nangi
6. Firefly  
  - 作詞・作曲：アラン・ブレイ
  - 松竹配給映画「夜の上海」主題歌
  - TX系「メデューサの瞳」エンディング・テーマ